# Live at Clark University
Live at Clark University uživo je album američkog glazbenika Jimija Hendrixa i njegovog sastava The Jimi Hendrix Experience, postumno objavljen 6. srpnja 1999. godine od izdavačke kuće Dagger Records.

## O albumu
Album sadrži nastup sastava od 15. ožujka 1968. godine koji je održan u sveučilištu Clark University u Worcesteru, Massachusetts. Dvorana sveučilišta mogla je primiti više od šest stotina posjetitelja te je rasprodana do posljednjeg mjesta. Ulaznice za koncert prodavane su po vrlo skromnim cijenama.
Osim Experiencovih uspješnica "Fire", "Red House", "Foxey Lady", "Purple Haze" i "Wild Thing" album također sadrži i intervjue s članovima sastava prije i poslije nastupa. Koncert je održan u sklopu njihove velike svjetske turneje nakon objavljivanja njihovog drugog studijskog albuma Axis: Bold as Love.

## Popis pjesama
Sve pjesme napisao je Jimi Hendrix, osim gdje je to drugačije naznačeno.
| Br. | Skladba                                       | Autor       | Trajanje |
| --- | --------------------------------------------- | ----------- | -------- |
| 1.  | »Intervju« (Jimi Hendrix, prije koncerta)     |             | 20:56    |
| 2.  | »Fire«                                        |             | 3:33     |
| 3.  | »Red House«                                   |             | 7:09     |
| 4.  | »Foxey Lady«                                  |             | 4:31     |
| 5.  | »Purple Haze«                                 |             | 5:05     |
| 6.  | »Wild Thing«                                  | Chip Taylor | 8:12     |
| 7.  | »Intervju« (Noel Redding, poslije koncerta)   |             | 7:13     |
| 8.  | »Intervju« (Mitch Mitchell, poslije koncerta) |             | 8:58     |
| 9.  | »Intervju« (Jimi Hendrix, poslije koncerta)   |             | 4:54     |

## Izvođači
- Jimi Hendrix – električna gitara, vokal
- Mitch Mitchell – bubnjevi
- Noel Redding – bas-gitara, prateći vokal